# Чён, Шарла
Шарла Чён (англ. Sharla Cheung, иер. трад. 張敏, упр. 張张; род. 7 февраля 1968, Шанхай) — гонконгская актриса и продюсер.

## Биография
Шарла Чён родилась в Шанхае 7 февраля 1967 года. В кино её привёл Вон Чин, доверивший ей одну из ролей в своём фильме «Волшебный кристалл». В начале 1990-х годов она работала с режиссёром над многими его постановками. После победы на конкурсе "Мисс Азия" Чён приобрела популярность благодаря многочисленным фильмам, в которых она снялась вместе со Стивеном Чоу. С 1988 по 1994 год они снялись более чем в 10 фильмах, включая «Победитель получает всё», «Бог азартных игроков 2», «Кулак ярости — 1991», «Королевский бродяга», «Сопротивление в школе» и «Король нищих». Ещё одним частым её партнёром по фильмам является Энди Лау, с которым они появлялись в фильмах «Бог игроков», «Бог игроков 2» и «Ли Рок».
С 1986 года по 1995 год Шарла сыграла почти в 60 фильмах, среди которых были картины в различных жанрах: мелодрама, комедия, боевик, «девушки с пушками» и даже уся.
В 1994-м году она решила попробовать себя в качестве продюсера. Был снят фильм «Любовник из мечты» (в главных ролях Тони Люн Ка-фай и Жаклин У). Однако Шарла Чён решила практически полностью переснять фильм под новым названием «Романтическая мечта». Обе версии вышли на экраны в 1995 году. Картины оказались коммерчески неудачными, и Чён приняла решение уйти из киноиндустрии.
В начале 2000-х годов Чён вернулась к актерской карьере и успела сняться в нескольких телесериалах «Мой знаменитый парень» и «Легенда о башне книги».

## Избранная фильмография
| Год  |   | Русское название                     | Оригинальное название                     | Роль                     |
| ---- | - | ------------------------------------ | ----------------------------------------- | ------------------------ |
| 1995 | ф | Убийца драконов                      | Kuang qing sha shou                       | Лам Миу                  |
| 1995 | ф | Десять братьев                       | Sap hing dai                              | миссис Ха                |
| 1994 | ф | Бог игроков 2                        | Dou san 2                                 | Дау                      |
| 1994 | ф | Погоня за кристаллом                 | Bao feng yan                              | Вайнд Йеп                |
| 1994 | ф | Волшебный                            | San tin lung bat bo: Tin San Tung Lo      | Пёрпл                    |
| 1994 | ф | Хроники драконов: Девы небесной горы | Mofeicui                                  | Винни                    |
| 1994 | ф | Да здравствует судья!                | Gau ban ji ma goon: Bak min Bau Ching Tin | Чхёнь Сиулинь            |
| 1994 | ф | Подпольный суд                       | Di xia cai jue                            | Сенни / Лиса             |
| 1993 | ф | Священное оружие                     | Wu xia qi gong zhu                        | Паук                     |
| 1993 | ф | Летающий кинжал                      | Shen Jing Dao yu Fei Tian Mao             | Леди Фанг                |
| 1993 | ф | Стальные когти                       | Wong Fei Hung V: Tit gai dau ng gung      | Железная Ласточка        |
| 1993 | ф | Служители зла                        | Yi tin to lung gei: Moh gaau gaau jue     | Янь Соусоу / Чиу Мань    |
| 1993 | ф | Меч, обагрённый королевской кровью   | Xin bi xue jian                           | А Кау                    |
| 1993 | ф | Сопротивление в школе 3              | To hok wai lung III: Lung gwoh gai nin    | А Ман                    |
| 1993 | ф | Легенда о жидком мече                | Siu hap Cho Lau Heung                     | Медуза                   |
| 1992 | ф | Смертоносная женщина мечты           | Nu hei xia Huang Ying                     | Найтингейл Вонг          |
| 1992 | ф | Огненный гепард                      | Lip pau hang tung                         | Пегги                    |
| 1992 | ф | Ритм судьбы                          | Ban wo zong heng                          | Сиу Хун                  |
| 1992 | ф | Кулак ярости-1991 2                  | Man hua wei long                          | Мин / Юэнь Чуэн          |
| 1992 | ф | Сопротивление в школе 2              | To hok wai lung 2                         | мисс Хо                  |
| 1992 | ф | Скучать с любовью                    | Tao xue wai zhuan                         | мисс Чан                 |
| 1992 | ф | Родные братья                        | Jueh doi shuen giu                        | Ева                      |
| 1992 | ф | Настоящий герой                      | To hok ying hung zyun                     | Лам Мун-Шанг             |
| 1992 | ф | Королевский бродяга                  | Luk ding gei                              | Вдовствующая императрица |
| 1992 | ф | Король нищих                         | Mo jong yuen So Hak Yee                   | Юсён                     |
| 1992 | ф | Неукротимый                          | Zhan long zai ye                          | Мэнди Вон                |
| 1991 | ф | Ли Рок 3                             | Wu yi tan zhang Lei Luo zhuan zhi san     | Грейс Пак                |
| 1991 | ф | Кулак ярости — 1991                  | Xin jing wu men 1991                      | Мэнди Фок                |
| 1991 | ф | Сопротивление в школе                | To hok wai lung                           | мисс Хо                  |
| 1991 | ф | Танцы с драконом                     | Yu long gong wu                           | Мун                      |
| 1991 | ф | Клетка тигра 3                       | Leng mian ju ji shou                      | Суки Чён                 |
| 1991 | ф | Ли Рок 2                             | Ng yee taam jeung: Lui Lok juen - Part II | Грейс Пак                |
| 1991 | ф | Ли Рок                               | Ng yi taam jeung: Lui Lok juen            | Грейс Пак                |
| 1991 | ф | Китайская легенда                    | Zhui ri                                   | Чингер                   |
| 1991 | ф | Смертельная игра                     | Dou ho                                    | Ман                      |
| 1991 | ф | Месть дьявола                        | Yao mo dao                                | Менди                    |
| 1991 | ф | Любовник на свободе                  | Nan tak yau ching long                    | Лили Лам / Лам По-лин    |
| 1990 | ф | Бог азартных игроков 2               | Dou hap                                   | Мечта Ло                 |
| 1990 | ф | Победитель получает всё              | Dou sing                                  | Имун                     |
| 1990 | ф | Виртуоз                              | Siu ngo gong woo                          | Ям Ин-ин                 |
| 1990 | ф | История города Кеннеди               | Sai Wan dik goo si                        |                          |
| 1989 | ф | Бог игроков                          | Do san                                    | Джанет                   |
| 1989 | ф | Полицейский-коротышка                | Xiao xiao xiao jing cha                   | Дарк Скин                |
| 1989 | ф | Налётчики на казино                  | Ji juen mo seung                          | телохранитель            |
| 1989 | ф | Операция «Розовый взвод» 2           | Mang gwai dai ha                          | Мин                      |
| 1989 | ф | Звезда романтики 3                   | San lang zhi yi zu                        | Ман-ман                  |
| 1988 | ф | Полностью твой                       | Jui gaai lui sai                          | Юин                      |
| 1987 | ф | Звезда романтики                     | Cheng chong chui lui chai                 | А Ман                    |
| 1986 | ф | Волшебный кристалл                   | Mo fei cui                                | Винни Сам                |